# نادی‌لوک
نادْیْ‌‌لوک (به مجاری:  Nagylók) یک شهرداری در مجارستان است که در ناحیه شاربوگارد واقع شده‌است. نادی‌لوک ۳۲٫۴۴ کیلومتر مربع مساحت و ۱٬۱۳۷ نفر جمعیت دارد.